# Malcom McLean

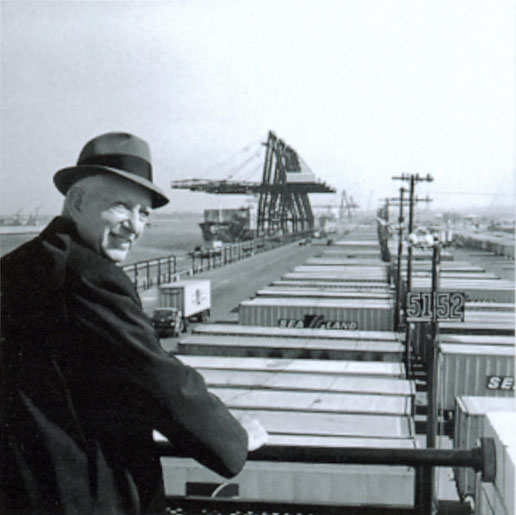
Malcom McLean in 1957

Malcom Purcell McLean (geboren als “Malcolm”; later veranderde hij zijn naam naar de historische Schotse spelling) (Maxton, North Carolina, 14 november 1913 – 25 mei 2001) was een Amerikaanse ondernemer. Hij wordt beschouwd als de grondlegger van de containerisering, het vervoer van lading in containers. In 1956 ontwikkelde hij de metalen container die de traditionele stukgoed-methode van laden en lossen revolutionair veranderde.

## Vroege leven
Na de middelbare school werkte McLean bij een benzinestation. In 1935 had hij genoeg gespaard om een tweedehands vrachtwagen te kopen voor $120. Samen met zijn zuster Clara  en zijn broer Jim richtte hij McLean Trucking Co. op. Vanuit Winston-Salem, North Carolina, begon McLean Trucking met het vervoer van lege tabaksvaten, met Malcom als een van de chauffeurs.
Van daaruit groeide het uit tot het op een na grootste truckbedrijf in de Verenigde Staten met 1770 vrachtwagens en 32 terminals. Op 6 januari 1958 (nadat McLean zijn aandeel in het bedrijf had verkocht), werd McLean Trucking het eerste wegtransportbedrijf dat genoteerd werd aan de New York Stock Exchange.
McLean was vaak getuige van het laden en lossen van schepen met de vracht die hij naar de havens bracht. In die tijd werd elk krat apart gelost van de vrachtwagen, in een strop gehaakt en in het ruim gehesen. Daar werd het door stuwadoors uitgepikt en gestuwd, de stukgoed-methode. Het was langzaam, arbeidsintensief en er waren veel ongevallen en er werd veel gestolen. Aanvankelijk had McLean het idee om de gehele oplegger op het schip te laden. Hij kon dit idee echter niet verder uitwerken, doordat de Interstate Commerce Commission het toentertijd niet toestond dat wegtransporteurs eigenaar waren van rederijen.

## Scheepvaart
In 1955 verkocht McLean zijn bedrijf voor $25 miljoen, verhuisde naar New York en kocht de Pan-Atlantic Steamship Company voor $7 miljoen.
McLean kreeg een banklening van $22 miljoen en kocht januari 1956 twee T2 tankers, die hij ombouwde om containers te vervoeren. Het duurde enkele maanden om de schepen om te bouwen, om de containers te bouwen en opleggers te ontwerpen die de containers konden vervoeren.
Het idee was niet nieuw, aangezien Seatrain Lines in 1929 al gesloten goederenwagons met lading had vervoerd op schepen tussen New York en Cuba. Ook werden opleggers al op wagons geladen. Hiermee probeerden de spoorwegen te concurreren met het wegtransport, dat een steeds groter aandeel kreeg in het vervoer van goederen. Tussen 1926 en 1947 vervoerde de Chicago North Shore and Milwaukee Railway vrachtwagens op platte wagons tussen Milwaukee en Chicago. Midden jaren 30 begon de Chicago Great Western Railway Company en daarna de New Haven railroad een soortgelijke dienst op hun eigen spoorweg. In 1953 sloten CB&Q, de Eastern Illinois en de Southern Pacific spoorwegen zich hier bij aan. In 1955 hadden nog 25 spoorwegen zich hierbij aangesloten.
Nieuw aan McLeans innovatie was het idee om grote containers te gebruiken die niet geopend werden tussen de verscheper en de ontvanger. Ze waren intermodaal te gebruiken tussen vrachtwagens, schepen en wagons.
McLeans aanvankelijke idee om "trailerschepen" te bouwen - waarop gehele opleggers zouden worden geladen, de roll-on-roll-offmethode - werd uiteindelijk niet gebruikt, vanwege de onnodige ruimte die de oplegger innam. In plaats daarvan paste hij het concept aan door slechts de containers te laden. Op 26 april 1956 werd een van de omgebouwde tankers, de SS Ideal X - het tweede containerschip ter wereld na de Clifford J. Rogers - geladen in Newark, New Jersey en vertrok naar Houston, Texas met 58 35-foot containers aan dek, naast de gewone lading olie. In 1956 was de meeste lading stukgoed. De kosten lagen daarbij op $5,86 per ton. Met  containers lag dit op slechts 16 cent per ton.
In 1957 begon het eerste containerschip dat volledig was uitgerust met geleidebanen voor containers in het ruim, de Sea-Land Gateway City, een dienst tussen New York, Florida en Texas. McLeans bedrijf werd winstgevend in 1961, terwijl hij routes bleef toevoegen en grotere schepen kocht.

## Sea-Land
Pan-Atlantic werd Sea-Land Service in 1960. In 1964 opende McLean een haven in Elizabeth. Tot eind jaren 60 ontwikkelde de containermarkt zich langzaam. Veel havens hadden geen kranen die de containers konden laden en lossen en verandering ging langzaam in een industrie-tak die verankerd was in traditie. Daarnaast was er grote weerstand van de bonden, aangezien het hun werkgelegenheid aantastte.
Toen de Verenigde Staten gedurende de jaren 60 steeds verder verwikkeld raakten in de Vietnamoorlog, profiteerde McLean van de vracht die naar Zuidoost-Azië vervoerd werd voor het Amerikaanse leger. Uiteindelijk bleek zijn succes daarin de wereld te overtuigen van het potentieel van de container.
Om de arbeidskosten en de laad- en lostijd van de schepen te verminderen, probeerde McLean zo veel mogelijk te standaardiseren. Hij verkreeg hierbij patenten, die hij vrij van royalty’s aanbood aan de International Organization for Standardization (ISO), om zo een grote groei van de industrie te realiseren. Door de standaardisatie werden de mogelijkheden voor intermodaal vervoer groter. Aan het eind van de jaren 60 had Sea-Land Industries 27 000 containers, 36 containerschepen en diensten op 30 havens.
Toen de voordelen van de container duidelijk werden, bouwden concurrenten grotere schepen, grotere portaalkranen en modernere containers. Sea-Land had geld nodig om in de markt te kunnen blijven. McLean richtte zich tot Reynolds Tobacco Company, een bedrijf dat hij kende uit de tijd dat zijn vrachtwagens Reynolds sigaretten vervoerden. Reynolds kocht in januari 1969 Sea-Land voor $530 miljoen in contanten en aandelen. McLean kreeg zelf $160 miljoen en een zetel in de raad van bestuur van het bedrijf. Speciaal hiervoor richtte de holding R.J. Reynolds Industries, Inc. op die Sea-Land kocht in mei 1969. Onder Reynolds fluctueerde de winst van Sea-Land. Aan het einde van 1974 had Reynolds meer dan $1 miljard in Sea-Land gestoken, waarmee grote terminals in New Jersey en Hongkong werden gebouwd en de vloot werd uitgebreid.
Sea-Lands grootste kostenpost was brandstof, zodat RJR in 1970 American Independent Oil Co. kocht, beter bekend als Aminoil, voor $56 miljoen. RJR stak  miljoenen in olie-exploratie, in een poging om Aminoil groot genoeg te laten worden om mee te kunnen doen in de wereld-exploratiemarkt.
In 1974 had R.J. Reynolds Industries zijn beste jaar. Sea-Lands inkomsten namen bijna tienmaal toe tot $145 miljoen. Aminoils inkomsten namen toe tot $86,3 miljoen. Dun & Bradstreet, de financiële taxatie-firma, noemde RJR een van de vijf best geleide bedrijven in de Verenigde Staten. In 1975 daalden de inkomsten van Sea-Land echter dramatisch, net als die van  Aminoil. Gefrustreerd door de conservatieve cultuur binnen Reynolds, gaf McLean zijn zetel in de raad van bestuur op in 1977. In juni 1984 stootte RJ Reynolds Industries, Inc. Sea-Land Corporation af aan aandeelhouders als onafhankelijke bedrijf genoteerd aan de New York Stock Exchange. Sea-Land haalde de hoogste inkomsten in zijn 28-jarige geschiedenis.
In september 1986 fuseerde Sea-Land Corporation met CSA Acquisition Corp., een onderdeel van CSX Corporation. Er werd $28 per aandeel van Sea-Land Corporation betaald. In 1999 werden de internationale activiteiten van Sea-Land verkocht aan Maersk, waarna het gecombineerde bedrijf Mærsk Sealand ging heten. In 2006, na de overname van P&O Nedlloyd in 2005, werd de naam Mærsk Line. De binnenlandse activiteiten van Sea-Land gingen verder als Horizon Lines, Inc., die zo’n  36% van de interne maritieme containermarkt van de Verenigde Staten in handen had.

## Andere ondernemingen
In 1978 kocht McLean United States Lines. Hij liet een vloot van 4400-TEU containerschepen bouwen, de grootste van die tijd. De schepen, die in een rond-de-wereld dienst zaten, waren ontworpen na de oliecrisis van de jaren zeventig en hadden een laag brandstofverbruik, maar waren langzaam en konden daardoor niet goed concurreren toen de olie weer goedkoper werd. USL ging failliet in 1987.
In 1991, op 78-jarige leeftijd, richtte McLean Trailer Bridge, Inc. op, dat nog steeds vaart tussen Jacksonville, Florida en Puerto Rico.